# Lerwick

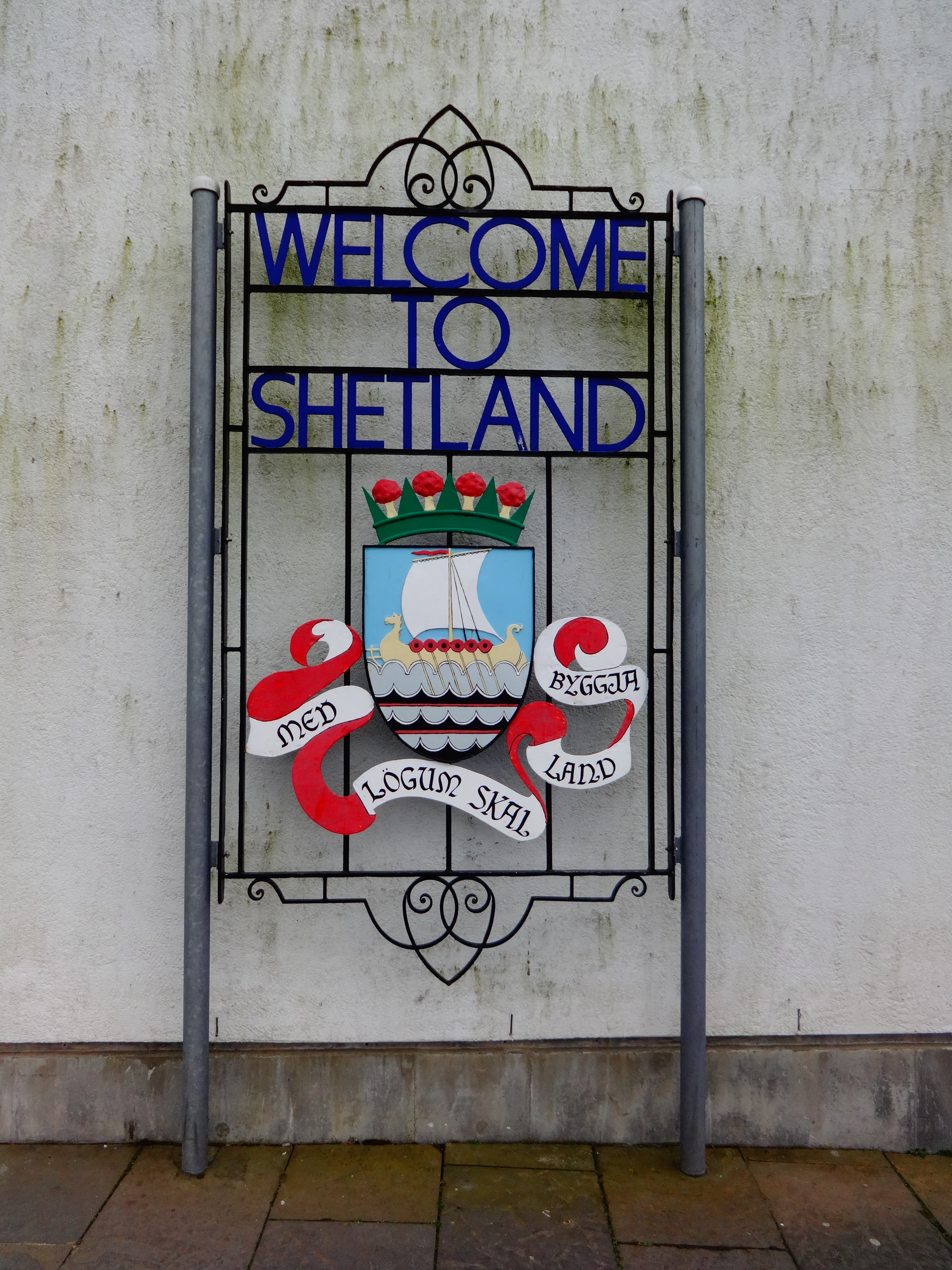

Lerwick est depuis 1708 la capitale administrative et économique de l'archipel des Shetland (Écosse) située sur la côte est, ayant succédé à Scalloway, sur la côte ouest. Comptant 7 500 habitants, Lerwick est un port naturel bien abrité du fait de l'existence de l'île de Bressay juste en face ; il existe du reste un projet de pont pour relier Bressay à Lerwick.
Le nom « Lerwick » est dérivé du vieux norvégien et signifie « baie boueuse ».
Construite au fond d'un fjord, sur Mainland, Lerwick s'est développée au XVIe siècle sous l'influence des Hollandais qui exploitaient ses eaux poissonneuses. Au début du XXe siècle, l'exportation du hareng (un million de barils en 1905) contribua à la fortune de la ville. La cité, qui évoque les ports bretons avec ses maisons de granit, conserve un port très actif : 80 000 tonnes de poisson par an. Mais la nouvelle manne est l'or noir de la mer du Nord.

## Personnalités liées à Lerwick
- Robert Cowie (1842–1874), médecin et écrivain.
- Herbert John Clifford Grierson (1866–1960) spécialiste de littérature, un éditeur et un critique littéraire.
- Robert Stout (1844–1930), homme d'État.